# Tecomanthe
Tecomanthe is een geslacht uit de trompetboomfamilie (Bignoniaceae). De soorten uit het geslacht komen voor van op de Molukken tot op de Salomonseilanden, in de Australische deelstaat Queensland en in Nieuw-Zeeland.

## Soorten
- Tecomanthe burungu Zich & A.J.Ford
- Tecomanthe dendrophila (Blume) K.Schum.
- Tecomanthe hillii (F.Muell.) Steenis
- Tecomanthe speciosa W.R.B.Oliv.
- Tecomanthe ternatensis Steenis
- Tecomanthe volubilis Gibbs

... · 
Campsis (Trompetklimmer) · 
Catalpa (Trompetboom) · 
Crescentia · 
Kigelia · 
Martinella · 
Spathodea · 
Stereospermum · 
...